# 共和国广场 (里窝那)

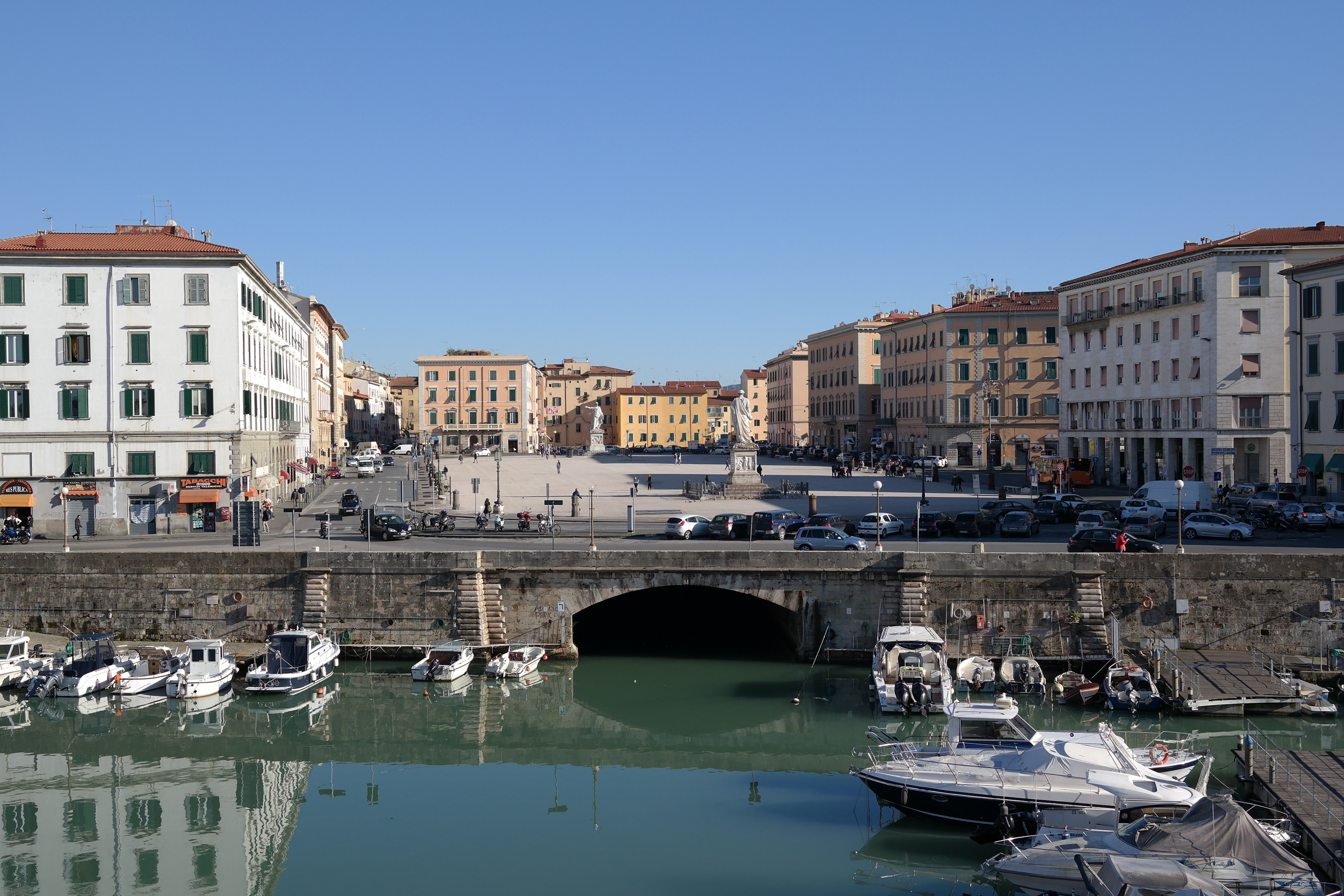
共和国广场

共和国广场（Piazza della Repubblica）是意大利里窝那的一个广场，由路易吉·贝塔里尼开辟于1844年，为皇家运河（Fosso Reale）覆盖巨大的拱顶，长240米，宽90米。广场连接五角形的美第奇家族道路系统与东部新区，拆除城门比萨门（Porta a Pisa）。运河被新建筑覆盖的部分仍然通航。
新的广场通常称为拱顶广场（Piazza del Voltone）直到1850年，然后大公广场（Piazza dei Granduchi），以洛林王朝 直到1859年，在意大利统一运动期间以卡洛·阿尔贝托命名，直到1946年6月以目前的名称“共和国广场”命名。 广场上有52个大理石长椅，92根柱子，斐迪南三世雕像落成于1847年9月8日，而利奥波德二世雕像落成于1848年6月6日。1849年5月6日，利奥波德二世雕像被群众破坏并移走，因为皇帝被视为奥地利统治的象征。雕像于1957年安放在九月二十日广场。